# Террбонн (парафія)
Шаблон:StateAbbr_ 29°20′ пн. ш. 90°50′ зх. д. / 29.34° пн. ш. 90.84° зх. д.
Округ Террбонн (англ. Terrebonne Parish) — округ (парафія) у штаті Луїзіана, США. Ідентифікатор округу 22109.

## Демографія
За даними перепису 
2000 року 
загальне населення округу становило 104503 осіб, зокрема міського населення було 78343, а сільського — 26160.
Серед мешканців округу чоловіків було 51345, а жінок — 53158. В окрузі було 35997 домогосподарств, 27409 родин, які мешкали в 39928 будинках.
Середній розмір родини становив 3,29.
Віковий розподіл населення поданий у таблиці:
| Стать    | До 15 років | 15-21 | 22-29 | 30-39 | 40-49 | 50-65 | 65-85 | Понад 85 |
| -------- | ----------- | ----- | ----- | ----- | ----- | ----- | ----- | -------- |
| Чоловіки | 12665       | 6108  | 5319  | 7962  | 7704  | 7263  | 4027  | 297      |
| Жінки    | 12219       | 6084  | 5464  | 8206  | 7652  | 7671  | 5169  | 693      |

## Суміжні округи
- Ассумпсьйон — північ
- Лафурш — схід
- Сент-Мері — північний захід

## Виноски
1. ↑  U.S. Decennial Census. United States Census Bureau. Процитовано 2 вересня 2014.
2. ↑  Historical Census Browser. University of Virginia Library. Архів оригіналу за 11 серпня 2012. Процитовано 2 вересня 2014.
3. ↑  Population of Counties by Decennial Census: 1900 to 1990. United States Census Bureau. Процитовано 2 вересня 2014.
4. ↑  Census 2000 PHC-T-4. Ranking Tables for Counties: 1990 and 2000 (PDF). United States Census Bureau. Процитовано 2 вересня 2014.
5. ↑  State & County QuickFacts. Бюро перепису населення США. Архів оригіналу за 25 лютого 2016. Процитовано 18 серпня 2013. [Архівовано 2016-02-25 у Wayback Machine.](англ.) Наведено за англійською вікіпедією.
6. ↑  American FactFinder. Бюро перепису населення США. Архів оригіналу за 26 лютого 2012. Процитовано 31 січня 2008. [Архівовано 2008-05-21 у Wayback Machine.]

| США | Це незавершена стаття з географії США. Ви можете допомогти проєкту, виправивши або дописавши її. |